# ماركو مارافيتش
ماركو مارافيتش (بالسلوفينية: Marko Maravič)‏ مواليد 26 يونيو 1979 في ليوبليانا، جمهورية يوغوسلافيا الاشتراكية الاتحادية، هو لاعب كرة سلة سلوفيني. بدأ مسيرته الاحترافية في سنة 1996.

## المسيرة الاحترافية
لعب مع سلوفان من سنة 1996 إلى 2001، ثم لعب مع كركا في موسم 2002–2003، ثم لعب مع أوليمبيا في موسم 2003–2004، ثم لعب مع أولمبيا ميلانو في الدوري الإيطالي في موسم 2004–2005، ثم لعب مع باسكت مانريسا في الدوري الإسباني في موسم 2005–2006، ثم لعب مع منورقة لكرة السلة في موسم 2006–2007، ثم لعب مع أوليمبيا في سنة 2009.

## روابط خارجية
- ماركو مارافيتش على موقع الاتحاد الدولي لكرة السلة (الإنجليزية)
- ماركو مارافيتش على موقع الدوري الإسباني لكرة السلة (الإسبانية)
- ماركو مارافيتش على موقع كرة السلة الأوروبية.كوم (الإنجليزية)
- ماركو مارافيتش على موقع ريلجم (الإنجليزية)
- ماركو مارافيتش على موقع بروبوليرز (الإنجليزية)
- ماركو مارافيتش على موقع سبورتس رفرنس (الإنجليزية)